# J'aime toutes les femmes
Pour plus de détails, voir Fiche technique et Distribution.
J'aime toutes les femmes  est un film franco-allemand réalisé par Karel Lamač et Henri Decoin, sorti en 1935.

## Synopsis
Jean Kiepura  joue un double jeu et campe une double vie en parallèle. D'une part, il bénéficie de la popularité d'un chanteur à succès, d'autre part il revêt les habits d'un simple garçon épicier. Cette périlleuse acrobatie lui permet de séduire puis d'épouser les deux femmes dont il est amoureux.

## Fiche technique
- Titre : J'aime toutes les femmes
- Réalisation : Karel Lamač et Henri Decoin
- Scénario et dialogues : Ernst Marischka et Serge Véber
- Décors : Karl Haacker et Hermann Warm
- Costumes : Hans Dupke, Walter Leder et Elisabeth Massary
- Photographie : Friedl Behn-Grund
- Montage : Ella Ensink
- Musique : Paul Hühn, Werner Schmidt-Boelcke et Robert Stolz
- Production : Fritz Klotsch, Arnold Pressburger et Gregor Rabinovitch
- Société de production : Cine-Allianz Tonfilmproduktions GmbH et Universum Film (UFA)
- Société de distribution : Les Films Osso
- Pays de production :  France / Allemagne
- Langue : Français
- Genre : Comédie
- Format : Noir et blanc - 35 mm - 1,37:1 - Son : Mono (Tobis-Klangfilm)
- Durée : 95 minutes
- Date de sortie : 
  - France : 25 octobre 1935

## Distribution
- Danielle Darrieux : Danielle
- Jan Kiepura : Jean Morena / Eugène
- Charles Deschamps : J.J. Suret
- Marfa Dhervilly : Princesse Lordowska
- Pierre Finaly : L'escamoteur
- Larquey : Wessmaier
- Marcelle Praince : Madame Durand
- Hélène Robert : Camille
- Louis Blanche : L'habilleur de Morena
- Georges Prieur : G. Bonfield

et Henry Houry, Serge Grave, Eugène Dumas